# Nowrozabad (Khodargama)
Nowrozabad (Khodargama) é uma cidade e uma nagar panchayat no distrito de Umaria, no estado indiano de Madhya Pradesh.

## Demografia
Segundo o censo de 2001, Nowrozabad (Khodargama) tinha uma população de 22,401 habitantes. Os indivíduos do sexo masculino constituem 52% da população e os do sexo feminino 48%. Nowrozabad (Khodargama) tem uma taxa de literacia de 59%, inferior à média nacional de 59.5%: a literacia no sexo masculino é de 68% e no sexo feminino é de 49%. Em Nowrozabad (Khodargama), 15% da população está abaixo dos 6 anos de idade.